# Consejo General de Hermandades y Cofradías de la Ciudad de Sevilla
El Consejo General de Hermandades y Cofradías de la Ciudad de Sevilla es el órgano encargado de la regulación del conjunto de procesiones de la Semana Santa de Sevilla. Agiliza trámites y acuerdos con las instituciones oficiales y controla los horarios de paso por la carrera oficial. Sus miembros son elegidos cada cuatro años por los hermanos mayores de las distintas hermandades.

## Historia
La institución tiene su origen a comienzos de la década de 1930. En 1941 se dicta el reglamento de la Comisión de Cofradías, con el propósito de asesorar al ayuntamiento. Con el tiempo pasó a convertirse en un organismo dependiente de la archidiócesis para regular las estaciones penitenciales, sin intromisión en la vida interna de las hermandades.
En 1945 se constituye el Consejo General de Cofradías de la Ciudad de Sevilla, al que además se le confiere la vigilancia en el cumplimiento de las disposiciones canónicas y sinodales.
El 8 de enero de 1955 se crea el Consejo General en una asamblea constituyente en el Hospital de los Venerables del barrio de Santa Cruz de la ciudad. En enero de 1975 se aprobó un nuevo estatuto, que detalla de forma más pormenorizada sus fines y su capacidad gestora. Ese año, el cofrade José Sánchez Dubé (que había sido secretario del organismo entre 1964 y 1970) se convirtió en el primer presidente seglar del Consejo, cargo que ocupó durante dos Juntas Superiores hasta 1983.
La actual sede del Consejo en la calle San Gregorio, junto a la Capilla de Santa María de Jesús, fue inaugurada el 27 de noviembre de 1977. La bendijo el cardenal Bueno Monreal, asistiendo al acto los hermanos mayores y el alcalde, Fernando de Parias Merry.
El 21 de marzo de 1983 le fue concedido al Consejo la medalla de la ciudad, distinción que otorga el ayuntamiento.

## Presidentes
| Periodo   | Nombre                            |
| --------- | --------------------------------- |
| 1975-1983 | José Sánchez Dubé                 |
| 1983-1988 | José Carlos Campos Camacho        |
| 1988-1992 | Luis Rodríguez-Caso Dosal         |
| 1992-2000 | Antonio Ríos Ramos                |
| 2000-2008 | Manuel Román Silva                |
| 2008-2012 | Adolfo Arenas Castillo            |
| 2012-2016 | Carlos Bourrellier Pérez          |
| 2016-2018 | Joaquín Sainz de la Maza y Conesa |
| 2018      | Antonio Piñero Piñero             |
| 2018-     | Francisco Vélez de Luna           |